# Samuel Hirsch

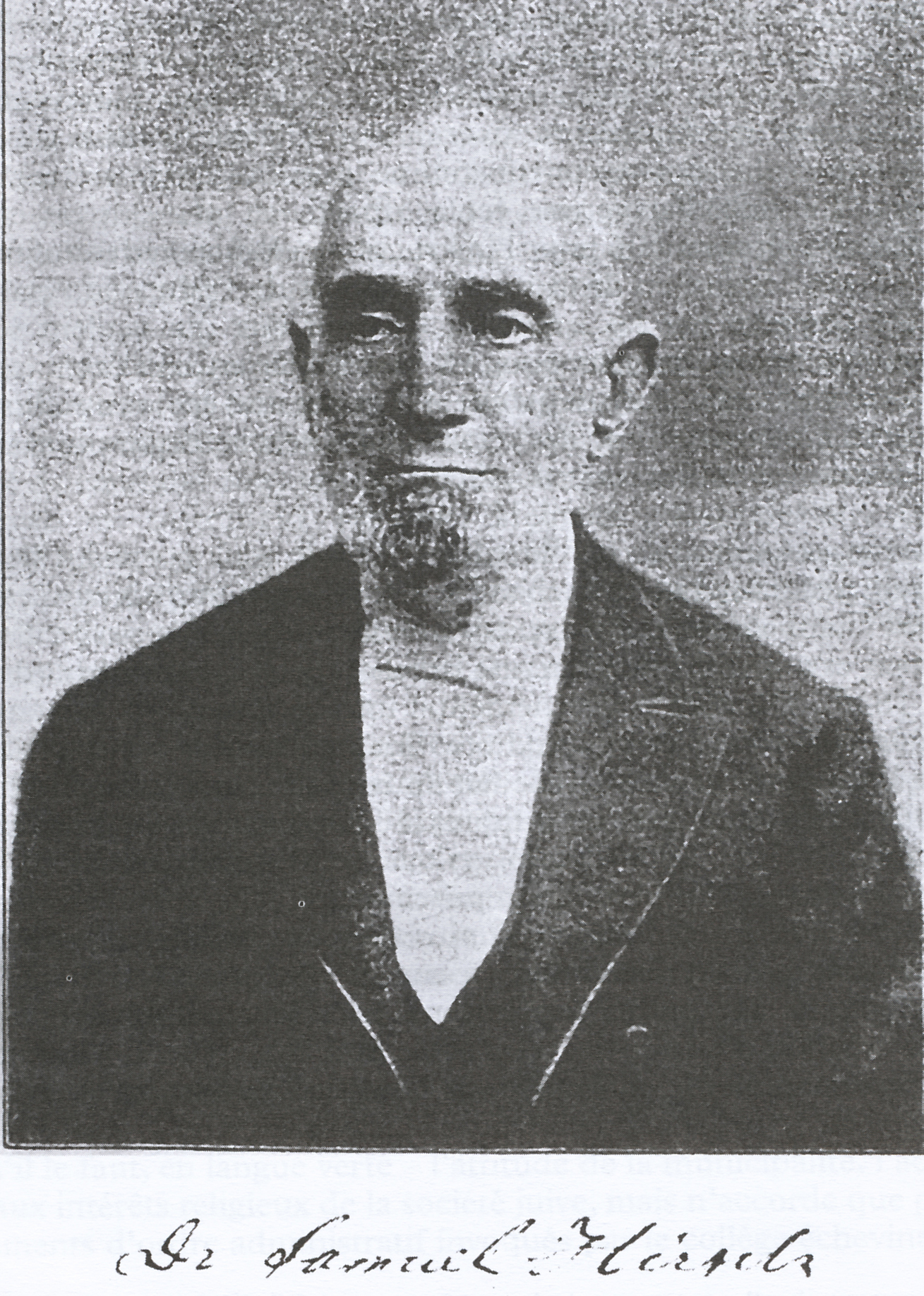
Samuel Hirsch

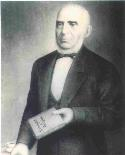
Rabbi Samuel Hirsch (1815-1889)

Da non confondere con il suo contemporaneo Samson Raphael Hirsch (1808-1888)
Samuel Hirsch (Thalfang, 8 giugno 1815 – Chicago, 14 maggio 1889) è stato un rabbino prussiano, filosofo dell’Ebraismo riformato.

## Biografia
Nato a Thalfang (nell’odierna Renania-Palatinato, in Germania, già parte della Prussia), si formò a Metz e frequentò le università di Bonn, di Berlino e di Lipsia.
Divenne prima rabbino a Dessau nel 1838, ma fu costretto a dimettersi nel 1841, poiché aveva sostenuto una forma radicalmente liberale del giudaismo, in seguito riconosciuta come riforma classica tedesca del giudaismo. Nel 1843 pubblicò “Die Messias-Lehre der Juden in Kanzelvorträgen” e “Religionsphilosophie der Juden”.
Nel 1843 fu nominato rabbino capo del Granducato di Lussemburgo dal re Guglielmo II dei Paesi Bassi. Durante questo periodo pubblicò il libro “Die Humanität als Religion”. Ebbe inoltre una parte attiva nelle conferenze annuali dei rabbini tenutesi a Brunswick (1844), Francoforte sul Meno (1845) e Breslau (1846). Nel 1844 pubblicò “Reform im Judenthum.”
Quando ricevette un'offerta dal Reform Congregation Keneseth Israel a Filadelfia nel 1866, rinunciò alla propria carica in Europa e si trasferì negli Stati Uniti, dove sostituì David Einhorn. Dal suo arrivo in poi iniziò ad essere strettamente identificato con la riforma radicale e ne diventò in seguito un aperto sostenitore. Nel 1869 fu eletto presidente della conferenza rabbinica tenutasi a Filadelfia, in cui furono formulati i principi della riforma del giudaismo, e si impegnò anche in numerose controversie riguardanti i riti e la dottrina.
Hirisch rimase rabbino officiante della congregazione di Filadelfia per ventidue anni e rinunciò alla sua carica nel 1888, dopo aver trascorso cinquant'anni di vita al ministero. Si trasferì a Chicago insieme al figlio, filosofo e rabbino, Emil G. Hirsch. Nel corso del rabbinato a Filadelfia, Hirsch organizzò la Guardian Society degli orfani e fu fondatore del primo ramo negli Stati Uniti dell’Alliance Israélite Universelle.
Egli è soprattutto noto come autore della “Religionsphilosophie”, un’opera scritta dal punto di vista hegeliano, ma con l’obiettivo di rivendicare la pretesa del giudaismo al rango negato da Hegel, cioè quello di “religione assoluta”. In questo libro ha dimostrato a se stesso di essere un pensatore originale (vedi "Allg. Zeit. Des Jud." 1895, pp. 126 e seguenti). Anche la sua "Katechismus der Israelitischen Religion" fu costruita su linee di pensiero originali: considerava le leggende bibliche come allegorie psicologiche e tipiche e le cerimonie del giudaismo come simboli delle idee sottostanti; da questa mentalità derivano i suoi principi di riforma. Ha negato che l’ebraismo sia una legge; è Lehre (“insegnamento” o “traduzione”) ma è espresso in cerimonie simboliche che possono essere modificate in accordo con lo sviluppo storico.
Fu il primo a proporre di tenere servizi ebraici la domenica invece del tradizionale sabato ebraico Shabbat.
Hirsch contribuì alla stesura dei primi volumi del The Jewish Times (1869-1878). Le sue opere principali furono pubblicate per la prima volta in Germania, tra queste What is Judaism? (1838), una raccolta di sermoni (1841) e Religious Philosophy of the Jews (1843). Non ha pubblicato più nulla in forma di libro dopo essersi trasferito negli Stati Uniti.
Morì a Chicago nel 1889.
Fece parte della Massoneria, nell'obbedienza del Grande Oriente di Germania, dal 1854.